# 布扎尼
50°21′48″N 24°48′45″E / 50.36333°N 24.81250°E
布扎尼（烏克蘭語：Бужани），是烏克蘭的村落，位於該國西部沃倫州，由盧茨克區負責管轄，始建於1545年，面積23.3平方公里，海拔高度206米，2021年人口861，人口密度每平方公里46.61人。